# Somali Salvation Democratic Front
Het Somali Salvation Democratic Front (SSDF) (Somalisch: Somali Jabhadda Diimuqraadiga Badbaadinta Soomaaliyeed) (Democratisch Reddingsfront van Somalië) is een Somalische politieke organisatie met vooral leden van de Majerteen (een sub-clan van de stam van de Darod), ontstaan in de jaren zeventig van de 20e eeuw.
In Somalië dat in 1960 zijn onafhankelijkheid had gekregen, kwam in 1969 kolonel Mohammed Siad Barre door een staatsgreep aan de macht. De regeerperiode van Barre werd gekenmerkt door een vrijwel ononderbroken staat van burgeroorlog. De oorzaak van de meeste onrust in het begin van dit tijdperk was onvrede met het autocratisch bewind van president. Die onvrede werd nog versterkt door twee zaken: het verlies van de oorlog met Ethiopië om de macht over de Ogaden en de keiharde repressie die volgde op een mislukte staatsgreep in datzelfde jaar. Omdat politieke partijen verboden waren in Somalië, werden er in het buitenland verzetsorganisaties opgericht. De bekendste daarvan was het SSDF (Somali Salvation Democratic Front). Voorloper van deze organisatie was het SSF (het Somali Salvation Front) dat vanuit het buurland Ethiopië opereerde.

## Het SSF
Het SSF (voorloper van het SSDF) had zelf ook al een voorloper gehad, namelijk het SODAF (het Somali Democratic Action Front) dat in 1976 in Rome opgericht was. Die organisatie stond onder leiding van ex-minister van justitie Usmaan Nur Ali en bestond vooral uit leden van de stam van de Majerteen. Dit SODAF werd opgenomen in het SSF. Het SSF stond onder leiding van luitenant-kolonel Abdullahi Yusuf Ahmed , een van de leiders van een poging tot een staatsgreep tegen Barre. Andere prominente leiders van het SSF waren de ex-minister van onderwijs Hasan Mirreh en voormalig ambassadeur Muse Islan Faarah. Het SSF dat steun ontving van Ethiopië en Libië had volgens eigen zeggen een guerrilla-leger van enkele duizenden manschappen. Ethiopië stelde een radiozender beschikbaar waarmee Radio Kulmis (het station van de SSF) propaganda kon maken onder de Somalische bevolking. Het SSF lanceerde weliswaar een sabotagecampagne in 1981, maar had toch te weinig kracht om het tegen het Somalisch regeringsleger (SNA) op te nemen.
De zwakte van het SSF was vooral dat ze niet echt het centrum van de oppositie tegen Barre kon vormen. Het SSF had geen duidelijke politieke uitgangspunten behalve zijn afkeer van de regering Barre en de geloofwaardigheid van zijn nationalistische ideeën werd ondermijnd door het feit dat het steun ontving van Ethiopië. Het SSF liet zich erop voor staan dat het het hele Somalische volk vertegenwoordigde, maar de leden waren uitsluitend Majerteen. De Majerteen vormen een subclan van de Darod die voor de rest nog bestaat uit Marehan, Ogaden, Harti, Dulbante en Warsangeli.

## Het ontstaan van het SSDF
In oktober 1981 ging het SSF samen met de radicaal-linkse SWP (Somali Workers Party) en het DFLS (Democratic Front for the Liberation of Somalia). Deze drie partijen gingen op in het SSDF (Somali Salvation Democratic Front). De SWP en het DFLS hadden als thuisbasis Aden, de hoofdstad van de toenmalige Volksrepubliek Jemen/ Zuid-jemen. Enkele van hun leden waren lid geweest van Barres partij SRSP, maar waren overgestapt omdat ze vonden dat hij de ideeën van de revolutie verraden had. Een comité van elf personen vormde de leiding van de SSDF. Abdullahi Yusuf Ahmed de leider van de SSF werd voorzitter, de leider van de SWP Idris Jaama Husseen werd vicevoorzitter, Abdirahman Aidid Ahmad, voormalig ideoloog van de SRSP en oprichter van het DFLS werd secretaris. Doel van het SSDF was de militaire en politieke strijd tegen Barre op te voeren. Diens regering werd ervan beschuldigd dat hij het land had overgeleverd aan het imperialisme van de Verenigde Staten. Net zoals het SSF had het SSDF een gebrekkige organisatie. Veel Somaliërs hadden bezwaar tegen de nauwe banden met Ethiopië en Libië en sloten zich daarom niet aan.

## De oorlog tussen Somalië en Ethiopië
Ondanks de gebreken van het SSDF speelde de organisatie een sleutelrol in de gevechten tussen Somalië en Ethiopië in de zomer van 1982. Het steunde het Ethiopisch leger in zijn aanvallen op Somalië. Toen echter de Verenigde Staten militaire hulp leverden aan Siad Barre staakte Ethiopië zijn aanvallen.

## Het SSDF op non-actief
Tussen de leiding van het SSDF en de Ethiopische regering ontstonden meningsverschillen. De dorpen Balumbale en Goldogob werden door het SSDF geclaimd als Somalisch grondgebied. De Ethiopische regering beschouwde ze als Ethiopisch. Op 12 oktober 1985 werd Abdullahi Yusuf Ahmed en zes van zijn officieren gearresteerd door het Ethiopisch leger. Hij werd als voorzitter opgevolgd door Mahamed Abshir een partijbureaucraat. De verhoudingen met Addis Abeba verslechterden nog verder en in 1986 werden de resterende leiders gearresteerd. De daarop volgende jaren bestond het SSDF nog slechts in naam. Pas nadat in 1990 de voormalig voorzitter Ahmad uit de gevangenis werd vrijgelaten, herleefde de organisatie, maar de rol die het in de jaren negentig zou spelen was veel geringer dan in de jaren tachtig.

## Het SSDF in de jaren negentig
In de jaren negentig werd het SSDF, wederom met steun van Ethiopië, actief in het noordoosten van Somalië. In 1991 werd een voorlopige regering gevormd en in juli 1998 werd de onafhankelijke staat van Puntland van Somalië uitgeroepen. Als president werd Abdullahi Yusuf Ahmed benoemd. Mahamed Abshir bleef voorzitter van het SSDF. Het belangrijkste wapenfeit van die jaren was het verslaan van de Itihaad al Islamiya, een fundamentalistische beweging, die in die tijd de hegemonie in de regio dreigde over te nemen.
Het SSDF was overigens in deze jaren ook actief in de omgeving van Kismayo. Het bond daar, in samenwerking met het SNF (het Somali National Front), dat in die tijd onder leiding stond van Muhammad Siad Hersi (alias generaal Morgan) de strijd aan met de SNA (de Somali National Alliance).